# Neufang (Steinwiesen)

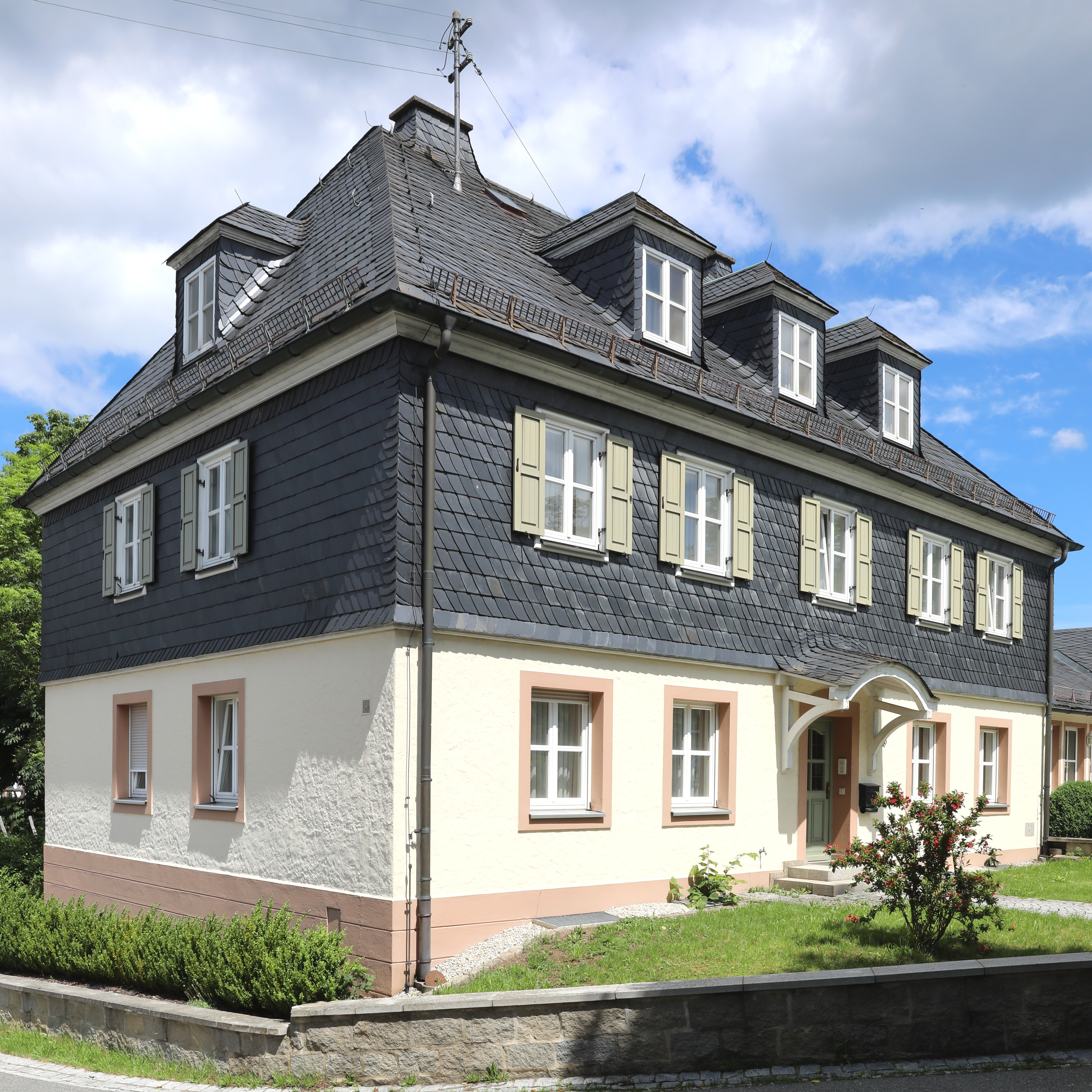
Pfarrhaus

Neufang  (regional Neufich) ist ein Gemeindeteil des Marktes Steinwiesen im oberfränkischen Landkreis Kronach in Bayern.

## Geographie
Das Pfarrdorf bildet mit Berglesdorf im Süden eine geschlossene Siedlung, die inmitten des Frankenwalds auf einem Höhenrücken liegt. Die Kreisstraße KC 21 führt nach Birnbaum (2 km nördlich) bzw. nach Steinwiesen zur Staatsstraße 2207 (3,2 km südöstlich). Von der 1051 Hektar großen Gemarkung sind 670 Hektar bewaldet und 322 Hektar werden landwirtschaftlich genutzt.

## Geschichte
Neufang entstand im Hochmittelalter als Rodungssiedlung. Es entwickelte sich als ein historisches Angerdorf rund um die Dorfkirche mit wenigen weiteren Bauten im Zentrum. Die Anwesen, Dreiseit- und Hakenhöfe, sind giebelseitig auf den Anger und die umrundenden Ortsgassen ausgerichtet. Von ihnen ausgehend verlaufen Flurstreifen (sogenannte Hufen) parallel bis zur Gemarkungsgrenze. Die beiden ursprünglich vorhandenen Weiher existieren nicht mehr. Neufang hat sich vom Rundangerdorf zum Straßendorf entwickelt.
Neufang bildete mit Fischersmühle, Leitsch, Obere und Untere Leitschschneidmühle und Schäferei eine Realgemeinde. Gegen Ende des 18. Jahrhunderts gab es 50 Anwesen (6 Güter, 32 halbe Güter, 3 Tropfsölden, 4 Tropfhäuser, 1 Häuslein, 2 Mahlmühlen, 2 Schneidmühlen). Das Hochgericht übte das bambergische Centamt Kronach aus. Die Dorf- und Gemeindeherrschaft hatte das Vogteiamt Kronach, die Grundherrschaft über alle Anwesen das Kastenamt Kronach. Außerdem gab es 1 Pfarrkirche, 1 Pfarrhof, 1 Schule, 1 Gemeindehirtenhaus, 1 Gemeindeschafhaus und 1 Gemeindeschmiede.
Neufang ging durch den Reichsdeputationshauptschluss im Jahr 1803 in den Besitz des Kurfürstentums Bayern über. Mit dem Ersten Gemeindeedikt wurde 1808 der Steuerdistrikt Neufang gebildet, zu dem Berglesdorf, Fischersmühle, Leitsch, Obere Leitschschneidmühle, Schäferei und Untere Leitschschneidmühle gehörten. Mit dem Zweiten Gemeindeedikt (1818) entstand die Ruralgemeinde Neufang, die deckungsgleich mit dem Steuerdistrikt war. Sie war in Verwaltung und Gerichtsbarkeit dem Landgericht Kronach zugeordnet und in der Finanzverwaltung dem Rentamt Kronach (1919 in Finanzamt Kronach umbenannt). In der ersten Hälfte des 19. Jahrhunderts wurden auf dem Gemeindegebiet Kübelberg, Lumpera und Roßlach gegründet. Ab 1862 gehörte Neufang zum Bezirksamt Kronach (ab 1939 Landkreis Kronach). Die Gerichtsbarkeit blieb beim Landgericht Kronach (1879 in Amtsgericht Kronach umbenannt). Die Gemeinde hatte eine Fläche von 10,726 km².
Am 1. Mai 1978 wurde Neufang im Zuge der Gebietsreform in Bayern in die Gemeinde Steinwiesen eingegliedert mit Ausnahme von Schäferei, das zur Gemeinde Wilhelmsthal kam.
Das denkmalgeschützte, baufällige und lange Jahre leer stehende ehemalige Schulhaus wurde von der Dorfgemeinschaft saniert und als Musikerheim mit Proberäumen und Gemeinschaftshaus umgebaut. Für die Flurneuordnung und Dorferneuerung wurde der bayerische Staatspreis 1999/2000 verliehen. Zwischen 2003 und 2005 wurde für die insgesamt 15 Vereine und Vereinigungen am Ortsrand eine 700 Personen fassende Veranstaltungshalle zusammen mit einem neuen Backofen errichtet. Im Jahr 2009 gab es in Neufang 30 Gewerbebetriebe mit etwa 50 Arbeitsplätzen und 8 Handwerksbetriebe mit 89 Arbeitsplätzen. Gewerbebetriebe sind insbesondere Kotschenreuther System- und Stapeltechnik und Kotschenreuther Forst- und Landtechnik. In der Landwirtschaft arbeiteten 60 Beschäftigte in 22 Nebenerwerbsbetrieben. Der katholische Kindergarten St. Laurentius hat 30 Regelplätze und 18 Krippenplätze.

### Einwohnerentwicklung

#### Gemeinde Neufang
| Jahr | Einwohner | Häuser | Quelle |
| ---- | --------- | ------ | ------ |
| 1840 | 443       |        | [ 12 ] |
| 1852 | 574       |        | [ 12 ] |
| 1855 | 559       |        | [ 12 ] |
| 1861 | 557       |        | [ 13 ] |
| 1867 | 579       |        | [ 14 ] |
| 1871 | 575       | 91     | [ 15 ] |
| 1875 | 537       |        | [ 16 ] |
| 1880 | 539       |        | [ 17 ] |
| 1885 | 527       | 80     | [ 18 ] |
| 1890 | 517       | 96     | [ 19 ] |
| 1895 | 529       |        | [ 12 ] |
| 1900 | 510       | 92     | [ 20 ] |

| Jahr | Einwohner | Häuser | Quelle |
| ---- | --------- | ------ | ------ |
| 1905 | 515       |        | [ 12 ] |
| 1910 | 537       |        | [ 21 ] |
| 1919 | 541       |        | [ 12 ] |
| 1925 | 587       | 100    | [ 22 ] |
| 1933 | 598       |        | [ 12 ] |
| 1939 | 575       |        | [ 12 ] |
| 1946 | 640       |        | [ 12 ] |
| 1950 | 661       | 103    | [ 23 ] |
| 1952 | 651       |        | [ 12 ] |
| 1961 | 625       | 112    | [ 7 ]  |
| 1970 | 655       |        | [ 24 ] |

#### Pfarrdorf Neufang
| Jahr      | 001818 | 001861 | 001871 | 001885 | 001900 | 001925 | 001950 | 001961 | 001970 | 001987 | 002019 |
| Einwohner | 273    | 434    | 417    | 394    | 398    | 456    | 527    | 491    | 487    | 710    | 732 *  |
| Häuser    | 55     |        |        | 62     | 70     | 79     | 79     | 84     |        | 153    |        |
| Quelle    | [ 6 ]  | [ 13 ] | [ 15 ] | [ 18 ] | [ 20 ] | [ 22 ] | [ 23 ] | [ 7 ]  | [ 24 ] | [ 25 ] | [ 26 ] |

## Baudenkmäler
In der Bayerischen Denkmalliste sind sechs Baudenkmäler aufgeführt.

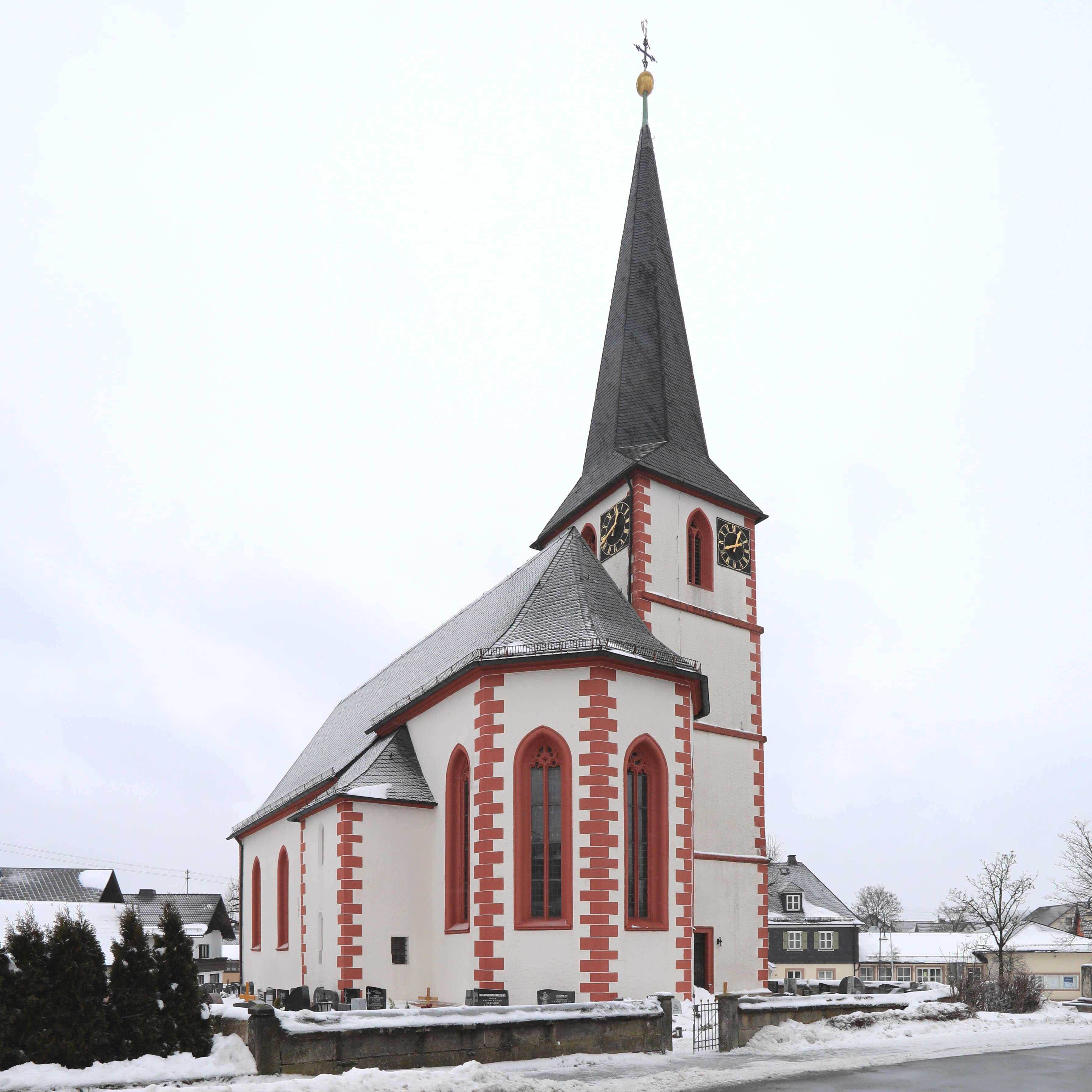
St. Laurentius

### Katholische Kirche St. Laurentius
Im Jahr 1492 wurde Neufang mit Birnbaum von der Pfarrei Steinwiesen separiert und zur Pfarrei erhoben. Dem Abbruch einer Vorgängerkirche im Jahr 1626 folgte der Kirchenneubau nach Plänen von Giovanni Bonalino. Nachdem größere Baumängel beseitigt worden waren, konsekrierte der Bamberger Weihbischof Friedrich Förner die Kirche am 7. Juli 1630 zu Ehren des heiligen Märtyrers Laurentius. In den Jahren 1634 und 1918 beschädigten Brände das Gotteshaus stark. Die Kanzel sowie der Hauptaltar und die beiden Seitenaltäre wurden um 1770 angeschafft. Die Fassade der Saalkirche gliedern rote, gezahnte Eckquader. Der viergeschossige Chorseitenturm trägt einen Spitzhelm. Das Hauptportal schmückt das Relief des Hoheitswappens des Bamberger Fürstbischofs Johann Georg II. Fuchs von Dornheim. 1980 stellte Hey Orgelbau eine neue Orgel mit 14 Registern auf einem Manual und Pedal auf, die ein Instrument von 1921 ersetzte.

### Weitere Baudenkmäler
- Haus Nr. 18: Ehemaliges Gasthaus
- Haus Nr. 23: Hausfigur
- Haus Nr. 57: Alte Schule
- Bildstock
- Wegkreuz

Die folgenden Häuser listete Tilmann Breuer in dem Buch Landkreis Kronach von 1964 mit ihren ursprünglichen Hausnummern auch als Kunstdenkmäler auf. Sie werden in der Denkmalschutzliste nicht geführt, da sie entweder nicht aufgenommen, abgerissen oder stark verändert wurden.
- Haus Nr. 9: Eingeschossiger Wohnstallbau mit Satteldach, 18. Jahrhundert, verschieferter Blockbau, Stallteil massiv erneuert. Unter dem Giebel profiliertes Gesims, auf der Hofseite profilierte Balkenköpfe.[29]
- Haus Nr. 11: Eingeschossiger Wohnstallbau mit Satteldach, 18. Jahrhundert, verschieferter Blockbau bis auf einen mit Sandsteinquadern ausgemauerten rückwärtigen Teil. Unter dem Giebel Gesims mit Konsolfries, auf der Hofseite profilierte Balkenköpfe.[29]
- Haus Nr. 43: Eingeschossiger Wohnstallbau mit Kniestock und Satteldach mit Zwerchhaus. Massive Umfassungsmauern mit Eckpilastern, der Sturz der Wohnungstür am Scheitelstein bezeichnet „Johann Föhr 1836“.[29]
- Haus Nr. 57: Zweigeschossiger Bau, Erdgeschoss aus Sandsteinquadern um 1840.[29]

## Religion
Der Ort war ursprünglich katholisch. Die Pfarrei befand sich vor Ort. Protestanten gab es bis in die 1950er Jahre nur vereinzelt. Sie waren ursprünglich nach Unterrodach gepfarrt. Seit 1968 gehören sie zur Kirchengemeinde Heinersberg (Nordhalben)-Nordhalben.